# Nicetas de Nicomédia
Nicetas foi um arcebispo de Nicomédia do século XII. Ele é conhecido por ter dito que a Igreja de Roma "se separou de nós por seus próprios atos quando, por orgulho, assumiu uma monarquia que não pertence ao seu ofício".
Ele também participou de um debate teológico com Anselmo de Havelberg quando ele era o Arcebispo de Nicomédia. Isso ocorreu em 3 de abril de 1136 na cidade de Constantinopla, capital do Império Romano do Oriente (às vezes chamado de Império Bizantino).